# Heiner Lindner
Heiner Lindner (ur. 8 marca 1943) – wschodnioniemiecki kierowca wyścigowy.

## Biografia
W wyścigowych mistrzostwach NRD Lindner zadebiutował w 1971 roku, rywalizując Škodą 1000 MB w grupie samochodów turystycznych. Rok później rozpoczął rywalizację w Formule Easter. W 1974 roku zajął czwarte miejsce w klasie pierwszej (LK I), a rok później zadebiutował w Pucharze Pokoju i Przyjaźni. W 1976 roku został wicemistrzem NRD. Od 1977 roku korzystał z samochodu MT 77; ponownie zdobył w tamtym roku wicemistrzostwo kraju. W sezonie 1978 wygrał swój pierwszy i jedyny wyścig w ramach Pucharu Pokoju i Przyjaźni, co miało miejsce na torze Schleiz. W sezonach 1978–1979 był mistrzem kraju. W 1979 roku jego sponsorem zostało przedsiębiorstwo Narva. W latach 1980 i 1983 zajmował z kolei trzecie miejsce w klasyfikacji mistrzostw krajowych. W 1985 roku przeniósł się do RFN i zakończył karierę wyścigową.

## Wyniki
| Legenda oznaczeń w tabelach wyników Wyświetl szablon na nowej stronie | Legenda oznaczeń w tabelach wyników Wyświetl szablon na nowej stronie                                                                     |
| Oznaczenie                                                            | Wyjaśnienie |
| --------------------------------------------------------------------- | --- |
| Złoty                                                                 | Zwycięzca lub mistrzostwo |
| Srebrny                                                               | 2. miejsce lub wicemistrzostwo |
| Brązowy                                                               | 3. miejsce lub II wicemistrzostwo |
| Zielony                                                               | Ukończył, punktował (w klasyfikacji generalnej, gdy zdobył co najmniej jeden punkt na przestrzeni sezonu, poza trzema powyższymi opcjami) |
| Niebieski                                                             | Ukończył, nie punktował (w klasyfikacji generalnej, gdy nie zdobył co najmniej jednego punktu na przestrzeni sezonu)                      |
| Czerwony                                                              | Nie zakwalifikował się (NZ) |
| Czerwony                                                              | Nie prekwalifikował się (NPK) |
| Różowy                                                                | Nie ukończył (NU) |
| Różowy                                                                | Niesklasyfikowany (NS) (w klasyfikacji generalnej, gdy nie został sklasyfikowany w żadnym wyścigu sezonu)                                 |
| Czarny                                                                | Zdyskwalifikowany (DK) |
| Czarny                                                                | Wykluczony (WYK/EX) |
| Biały                                                                 | Nie wystartował (NW) |
| Biały                                                                 | Kontuzjowany (K/INJ) |
| Biały                                                                 | Wyścig odwołany (OD/C) |
| Bez koloru                                                            | Został wycofany (WYC/WD) |
| Bez koloru                                                            | Nie przybył (NP/DNA) |
| Bez koloru                                                            | Nie brał udziału w treningach (NT/DNP) |
| Bez koloru                                                            | Nie został zgłoszony (–) |
| Pogrubienie                                                           | Start z pole position |
| Kursywa                                                               | Najszybsze okrążenie wyścigu |
| †                                                                     | Nie ukończył, ale jego rezultat został zaliczony ze względu na przejechanie więcej niż 90% dystansu wyścigu.                              |
| *                                                                     | Sezon w trakcie |
| 1/2/3                                                                 | Punktowana pozycja w sprincie kwalifikacyjnym                                                                                             |
| Lista systemów punktacji Formuły 1                                    | |

### Puchar Pokoju i Przyjaźni
| Rok  | Samochód | Silnik | Wyniki w poszczególnych eliminacjach | Wyniki w poszczególnych eliminacjach | Wyniki w poszczególnych eliminacjach | Wyniki w poszczególnych eliminacjach | Wyniki w poszczególnych eliminacjach | Wyniki w poszczególnych eliminacjach | Pkt. | Msc. |
| ---- | -------- | ------ | ------------------------------------ | ------------------------------------ | ------------------------------------ | ------------------------------------ | ------------------------------------ | ------------------------------------ | ---- | ---- |
| 1975 |          |        |                                      |                                      | Czechosłowacja                       |                                      |                                      |                                      | 78   | 8    |
| 1975 | HTS      | Łada   | 5                                    | NU                                   | 7                                    | NU                                   |                                      |                                      | 78   | 8    |
| 1976 |          |        |                                      |                                      | Czechosłowacja                       |                                      | Czechosłowacja                       |                                      | 68   | 19   |
| 1976 | SRG      | Łada   | 7                                    | 19                                   | NU                                   | 4                                    | NU                                   |                                      | 68   | 19   |
| 1977 |          |        |                                      |                                      | Czechosłowacja                       |                                      |                                      |                                      | 114  | 12   |
| 1977 | MT 77    | Łada   | 7                                    | 5                                    | NU                                   | 9                                    | NU                                   |                                      | 114  | 12   |
| 1978 |          |        |                                      |                                      | Czechosłowacja                       |                                      |                                      |                                      | 131  | 9    |
| 1978 | MT 77    | Łada   | -                                    | 1                                    | 3                                    | 7                                    | NU                                   |                                      | 131  | 9    |
| 1979 |          |        |                                      |                                      | Czechosłowacja                       |                                      |                                      |                                      | 73   | 14   |
| 1979 | MT 77    | Łada   | NU                                   | NS                                   | 3                                    | 15                                   | -                                    |                                      | 73   | 14   |
| 1980 |          |        |                                      |                                      | Czechosłowacja                       |                                      |                                      |                                      | 161  | 5    |
| 1980 | MT 77    | Łada   | 4                                    | 5                                    | 6                                    | 4                                    | -                                    |                                      | 161  | 5    |
| 1981 |          |        | Czechosłowacja                       | Polska                               |                                      |                                      |                                      |                                      | 38   | 30   |
| 1981 | MT 77    | Łada   | 7                                    | -                                    | NU                                   | -                                    | -                                    |                                      | 38   | 30   |
| 1983 |          |        |                                      | Czechosłowacja                       |                                      | Polska                               |                                      |                                      | 32   | 29   |
| 1983 | MT 77    | Łada   | -                                    | 13                                   | -                                    | -                                    | -                                    |                                      | 32   | 29   |
| 1984 |          |        | Czechosłowacja                       | Polska                               |                                      |                                      |                                      |                                      | 81   | 20   |
| 1984 | MT 77    | Łada   | 20                                   | 18                                   | 16                                   | NU                                   | -                                    | -                                    | 81   | 20   |